# AFI's 100 Years... 100 Stars

L’AFI's 100 Years… 100 Stars (en français : « Les 100 ans de l'AFI… 100 vedettes ») est une liste de 50 acteurs et actrices de légende du cinéma américain ayant fait leurs débuts au cinéma (essentiellement),  avant 1950 ou qui sont morts avant la création de cette liste. Cette liste a été dévoilée par l'American Film Institute (AFI) le 16 juin 1999 sur CBS.
Les 50 acteurs du classement, 25 hommes et 25 femmes, ont été présentés par 50 autres acteurs contemporains.

## Liste
Source : American Film Institute
| No | Légendes masculines                                                   | Légendes masculines | Légendes féminines            | Légendes féminines |
| -- | --------------------------------------------------------------------- | ------------------- | ----------------------------- | ------------------ |
| 1  | Humphrey Bogart (1899–1957)                                           |                     | Katharine Hepburn (1907–2003) |                    |
| 2  | Cary Grant (1904–1986)                                                |                     | Bette Davis (1908–1989)       |                    |
| 3  | James Stewart (1908–1997)                                             |                     | Audrey Hepburn (1929–1993)    |                    |
| 4  | Marlon Brando (1924–2004)                                             |                     | Ingrid Bergman (1915–1982)    |                    |
| 5  | Fred Astaire (1899–1987)                                              |                     | Greta Garbo (1905–1990)       |                    |
| 6  | Henry Fonda (1905–1982)                                               |                     | Marilyn Monroe (1926–1962)    |                    |
| 7  | Clark Gable (1901–1960)                                               |                     | Elizabeth Taylor (1932–2011)  |                    |
| 8  | James Cagney (1899–1986)                                              |                     | Judy Garland (1922–1969)      |                    |
| 9  | Spencer Tracy (1900–1967)                                             |                     | Marlene Dietrich (1902–1992)  |                    |
| 10 | Charlie Chaplin (1889–1977)                                           |                     | Joan Crawford (1904 – 1977)   |                    |
| 11 | Gary Cooper (1901–1961)                                               |                     | Barbara Stanwyck (1907–1990)  |                    |
| 12 | Gregory Peck (1916–2003)                                              |                     | Claudette Colbert (1903–1996) |                    |
| 13 | John Wayne (1907–1979)                                                |                     | Grace Kelly (1929–1982)       |                    |
| 14 | Laurence Olivier (1907–1989)                                          |                     | Ginger Rogers (1911–1995)     |                    |
| 15 | Gene Kelly (1912–1996)                                                |                     | Mae West (1893–1980)          |                    |
| 16 | Orson Welles (1915–1985)                                              |                     | Vivien Leigh (1913–1967)      |                    |
| 17 | Kirk Douglas (1916–2020)                                              |                     | Lillian Gish (1893–1993)      |                    |
| 18 | James Dean (1931–1955)                                                |                     | Shirley Temple (1928–2014)    |                    |
| 19 | Burt Lancaster (1913–1994)                                            |                     | Rita Hayworth (1918–1987)     |                    |
| 20 | Marx Brothers Chico (1887–1961) Harpo (1888–1964) Groucho (1890–1977) |                     | Lauren Bacall (1924–2014)     |                    |
| 21 | Buster Keaton (1895–1966)                                             |                     | Sophia Loren (1934-)          |                    |
| 22 | Sidney Poitier (1927–2022)                                            |                     | Jean Harlow (1911–1937)       |                    |
| 23 | Robert Mitchum (1917–1997)                                            |                     | Carole Lombard (1908–1942)    |                    |
| 24 | Edward G. Robinson (1893–1973)                                        |                     | Mary Pickford (1892–1979)     |                    |
| 25 | William Holden (1918–1981)                                            |                     | Ava Gardner (1922–1990)       |                    |